# Джебель-Сахаба
Джебель Сахаба (араб. جَبَل ٱلصَّحَابَة‎; кириллица: Джебель ас-сахаба; с араб. — «Гора Товарищей»; также известно как Захоронение 117) — доисторический могильник в долине Нила, недалеко от границы Судана и Египта в Северо-Восточной Африке. Сегодня он погружён на дно озера Насер. Данное захоронение датируется поздним дриасом — примерно 12 000—15 000 лет назад. Радиоуглеродный анализ одного из скелетов показал, что смерть человека наступила 13 140—14 340 лет назад. Более позднее исследование доказало, что могильнику не менее 11 600 лет. Он был открыт в 1964 году командой Фреда Вендорфа.
Этот могильник часто упоминается как самая древняя из задокументированных межплеменных войн. Однако некоторые антропологи считают, что смерти произошли в результате изменения климата.

## Открытие
Первоначально могильник был открыт в ходе проекта ЮНЕСКО по спасению Асуанского гидроузла. Эта экспедиция была ответом на возведение Асуанской плотины, которая могла повредить или уничтожить многие археологические места. В этом районе выявили три могильника. Из них два составляют Джебель Сахаба, причем один расположено по обе стороны Нила, а третий, Тускха, находится неподалеку.

### Останки скелетов
В Джебель Сахаба были найдены 61 целый скелет, а также множество отдельных костей. Из всех людей около 45 % были убиты насильственной смертью, в телах 21 человека были обнаружены детали заострённых камней, из чего можно предположить, что данные люди погибли от каменных копий или стрел. Следы порезов были найдены и на других костях, но большинство начали затягиваться, что может послужить гипотезой о постоянных конфликтах в этом обществе.
Краниальный анализ ископаемых показал, что они имеют общее остеологическое сходство с людьми из Вади-Хальфа в Судане. Кроме того, сравнение пропорций скелетных ископаемых Джебель-Сахаба с останками различных людей показали, что гоминиды могильника были наиболее близки по форме тела к современным народам Африки к югу от Сахары (а именно схожи были со следующими: останками 19-го века, принадлежащими народу Бушменов, останками 19-го века Западной Африки, останками 19-го и 20-го веков пигмеев и останками середины 20-го века, найденными в Кении и Уганде в Восточной Африке). Однако образцы Джебель Сахаба были посткраниально отличны от иберо-мавританской культуры и других ровесников из Северной Африки, а также морфологически далеки от более поздних нубийских скелетных могильников и окаменелостей, относящихся к мезолиту Натуфийской культуры Леванта.

### Кураторство
Останки скелетов и другие артефакты, найденные в рамках проекта ЮНЕСКО по спасению Асуанского гидроузла, были переданы Вендорфом Британскому музею в 2001 году; материалы поступили в музей в марте 2002 года. На данный момент коллекция включает в себя останки скелетов и фауны, литографии, керамику и образцы окружающей среды, а также полный архив записей Вендорфа, слайдов и других материалов во время раскопок.